# Megosztott titok
A kriptográfiában a megosztott titok egy olyan adat, amelyet csak az érintett felek ismernek egy biztonságos kommunikációban. Ez általában egy szimmetrikus kriptorendszer kulcsára utal. A megosztott titok lehet PIN-kód, jelszó, nagy szám vagy véletlenszerűen kiválasztott bájtok tömbje.
A megosztott titkot vagy előzetesen megosztják a kommunikáló felek között, amely esetben előre megosztott kulcsnak is nevezhetjük, vagy a kommunikációs munkamenet elején hozzák létre egy kulcs-egyeztetési protokoll használatával, például nyilvános kulcsú titkosítással, például Diffie–Hellman-protokollal vagy szimmetrikus kulcsú titkosítással, például Kerberos-protokollal.
A megosztott titok felhasználható hitelesítésre (például távoli rendszerbe történő bejelentkezéskor) olyan módszerekkel, mint a kihívás-válasz (challenge–response), vagy bevezethető egy kulcsképző függvénybe, hogy egy vagy több kulcsot állítson elő az üzenetek titkosításához és/vagy üzenethitelesítő kód (MAC) létrehozásához.
A egyedi munkamenet- és üzenetkulcsok létrehozásához a megosztott titkot általában egy inicializációs vektorral (IV) kombinálják. Ennek egyik példája az egy tranzakcióra szóló egyedi kulcs előállítása.
Gyakran használják hitelesítési eszközként is webes API-k esetében. 

## Fordítás
Ez a szócikk részben vagy egészben  a   Shared secret című angol Wikipédia-szócikk ezen változatának fordításán alapul.  Az eredeti cikk szerkesztőit annak laptörténete sorolja fel. Ez a jelzés csupán a megfogalmazás eredetét és a szerzői jogokat jelzi, nem szolgál a cikkben szereplő információk forrásmegjelöléseként.